# Tiger parenting
Tiger parenting – forma rygorystycznego rodzicielstwa, która przez duże wymagania, a także dużą presję, ma na celu wymóc na dzieciach wyższe wyniki w nauce, sporcie, muzyce itp. Forma ta jest bardzo autorytarna i może prowadzić do konfliktów pomiędzy rodzicami a dziećmi. Tiger parenting ma największą popularność w krajach azjatyckich.